# 加来耕三の「歴史あれこれ」
『加来耕三の「歴史あれこれ」』（かく こうぞうの れきし あれこれ）は地方の民間放送ラジオ局で放送されている番組販売用の教養番組。作家で歴史評論家の加来耕三が、女性アシスタントと共に日本史にまつわる様々なトリビアや豆知識をユーモアを交えて解説する。
元々は『加来耕三のSAMURAIヒストリアス』という番組名だったが、左記の番組名を継続した西日本放送ラジオ（RNCラジオ）を除き、2016年（平成28年）以後は現在の番組名となった。
番組で使用される楽曲には、かつて番組アシスタントを務めていた清田愛未の曲が使用されており、放送局によっては番組中盤の挿入曲として清田愛未の「楽園」も使用されているほか、RNCラジオの『加来耕三のSAMURAIヒストリアス』では挿入曲として清田愛未の「天球の諧音」や「夕まぐれ」が使用されている。

## ネット局
各放送局の編成事情などにより尺と放送日時は異なり、南日本放送と福井放送は月曜日から金曜日までの放送であり、南日本放送が5分枠、『加来耕三のSAMURAIヒストリアス』の番組名で放送している西日本放送ラジオが20分枠、それ以外は10分枠の番組となっている。
『加来耕三のSAMURAIヒストリアス』も含め、かつてはIBC岩手放送、東北放送、信越放送、中国放送、熊本放送、宮崎放送などでも放送されていた。
2024年4月時点
- 秋田放送
- 福井放送
- 高知放送
- 南日本放送
- 西日本放送ラジオ[注釈 1]